# Chuszaj
Chuszaj (prawdopodobnie skrócona forma imienia Chaszabiasz: Jahwe zważa) – postać biblijna ze Starego Testamentu.
Zaufany przyjaciel króla Dawida. W czasie powstania Absaloma Chuszaj udał, że przechodzi na jego stronę. Jego mylna "rada" pozwoliła Dawidowi zyskać na czasie i umożliwiła ucieczkę, gdy szpiedzy poinformowali Dawida o planach Absaloma. Patrz 2 Sm 15,32-17,15.
Źródło: Słownik Postaci Biblijnych. [dostęp 2015-12-26].